# Hola a todo el mundo
Hola a todo el mundo, aussi stylisé Hola a Todo el Mundo (abrégé HATEM), est un groupe espagnol de folk, pop et musique alternative, originaire de Madrid, actif entre 2006 et 2017.

## Histoire
Empruntant le titre d'un poème de Walt Whitman comme nom de groupe, Hola a todo el mundo est formé au printemps 2006. En 2007, ils enregistrent leur première démo aux studios Heatroom à Madrid. Un an plus tard, ils font leurs débuts à la Sala Sol en première partie du groupe suédois Club 8. Avec seulement trois chansons sur Myspace, Jenn Believes Everyone Has a..., Run Run Zebra Run Run Run et In Two Shakes of Donkey's, leur son suscite un tel engouement qu'ils participent au Wintercase 2008, et même au Primavera Sound l'année suivante. Finalement, en recourant à l'auto-édition, ils sortent Hola a todo el mundo (HATEM Prayer Team, 2010).
En avril 2009, ils sont choisis par le magazine Mondosonoro comme l'un des trois meilleurs nouveaux groupes de Madrid. La même année, ils sont récompensés par les prix Pop-Eye 2009 en tant que « meilleur groupe folk de l'année ». Depuis novembre 2009, Hola a todo el mundo dispose de son propre bureau, Producciones Disonantes, avec lequel il signe des accords de représentation, de réservation et de production de concerts.
Le 8 mars 2010 sort leur premier album, éponyme, produit par Luca Petricca aux studios Reno à Madrid, auto-édité sur leur propre label, HATEM Prayer Team, et distribué par Popstock. Il remporte le prix UFI (Unión Fonográfica Independiente) dans la catégorie « meilleur album pop de 2010 ». En mai 2011, ils sortent un EP, Estela castiza, composé de 8 chansons, cette fois en espagnol (leur premier étant en anglais), à la limite de l'expérimental mais sans perdre leur essence. En octobre 2012, ils sortent l'album Ultraviolet Catastrophe.
Le groupe sort son dernier album en date, Away, en 2016. Le 19 mai 2017 et après 10 ans d'activité, Hola a todo el mundo annonce sa séparation par une déclaration de Joshua Diaz, le batteur du groupe, sur Facebook.

## Influences et image
Hola a todo el mundo ressemble volontairement à un groupe au « look vintage » sur scène. Le groupe réussit à devenir, en peu de temps, l'un des groupes de référence de la scène indé espagnole. 
Musicalement, leurs chansons sont proches de l'univers folk, avec beaucoup d'instruments à cordes et de percussions. Il y a beaucoup d'influence du folk américain dans différents formats : moderne, plus ancien ou plus country. Il y a aussi des influences telles que Beyrouth avec une touche balkanique, voire du rock progressif ou des chansons avec un son des années 1990. Ils mélangent et assortissent, créant leur propre style, avec des références aussi disparates que la pop de Devendra Banhart et la musique électronique d'Animal Collective. Ils vont du rock d'Arcade Fire au folk intimiste de Vetiver (première partie de leur tournée au Portugal en juin 2008).

## Discographie
- 2010 : Hola a todo el mundo
- 2011 : Estela castiza
- 2012 : Ultraviolet Catastrophe
- 2016 : Away